# Sisters, O Sisters
Sisters, O Sisters è un brano musicale dell'artista giapponese Yōko Ono, pubblicato su singolo nel 1972 come B-side del 45 giri Woman Is the Nigger of the World di John Lennon, ed incluso nell'album Some Time in New York City della coppia.
Il brano vede l'accompagnamento della Elephant's Memory Band. È stato reinterpretato da vari artisti, tra i quali Le Tigre e Tater Totz.

## Il brano

### Testo e musica
I musicologi Ken Bielen e Ben Urish descrissero Sisters, O Sisters un "gioioso inno femminista". John Blaney la definì "la lettera aperta di Ono alle sue sorelle oppresse". Prima che la canzone cominci sull'album è presente un dialogo nel quale la Ono si riferisce all'ingegnere del suono definendolo un "porco maschio sciovinista" e Lennon risponde: «esatto, sorella». Il testo della canzone incoraggia le donne ad utilizzare il loro potere per migliorare il mondo. Il critico musicale Johnny Rogan definì la traccia un "grido di battaglia".
Originariamente Sisters, O Sisters era stata composta come pezzo reggae, ma, secondo quanto riferito da Lennon, gli Elephant's Memory erano tutti di New York, e non ne capivano niente di reggae. Lennon dichiarò di avere provato a spiegare loro il reggae insegnandogli la canzone The Israelites di Desmond Dekker. Egli disse: «Se ascolti [Sisters, O Sisters], mi sentirai provare a farli suonare reggae». Blaney descrisse il risultato "una convenzionale canzone rock con un tocco reggae".
Sisters, O Sisters venne prodotta da Phil Spector insieme a Yoko Ono e John Lennon.

## Cover
- Nel 1980 i Tater Totz nell'album Mono Stereo.[6]
- I The Sultans of Ping FC nell'album Teenage Drug del 1994. La traccia è indicata solo come Sisters.
- Nel 2007 Le Tigre nell'album di remix Yes, I'm a Witch, con Ono alla voce.[7]

## Formazione
- Yoko Ono – voce
- John Lennon – chitarra
- Wayne "Tex" Gabriel – chitarra
- Stan Bronstein – sassofono
- Gary Van Scyoc – basso
- Adam Ippolito – pianoforte, organo
- Richard Frank Jr. – batteria, percussioni
- Jim Keltner – batteria